# Tangage

Tangage provoqué par les gouvernes de profondeur à la queue de l'appareil.

Le tangage est un mouvement de rotation autour de l'axe transversal d'un objet en mouvement.

## Aéronautique

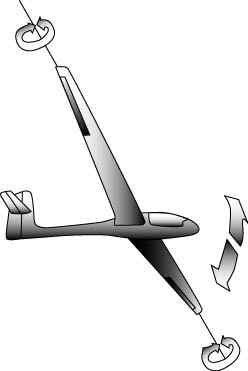
Axe de tangage

En aéronautique, il est commandé par une poussée ou une traction sur le manche.
Le manche commande à son tour la déflexion des gouvernes de profondeur situées le plus souvent à l'arrière de l'appareil.
Ces gouvernes sont des surfaces aérodynamiques qui génèrent la force nécessaire à la rotation en tangage, venant modifier l'assiette.
D'autres éléments, tels que la modification de la vitesse de l'avion par rapport à l'air (induite par exemple par un changement du régime moteur), peuvent provoquer une rotation autour de l'axe de tangage.

## Marine

Mouvement de tangage sur un bateau (5)

### Définition
Le tangage désigne le mouvement de rotation d'un bateau autour d'un axe transversal, il crée une oscillation d'avant (proue) en arrière (poupe),,. Il est principalement lié à l'action des vagues, c'est l'un des trois mouvements possibles d'un navire avec le lacet et le roulis.

### Causes
Ce mouvement est dû à l'état de la mer : le navire rencontre la vague qui exerce sur lui un effort dont une composante peut être verticale de bas en haut, et qui d'autre part enveloppe l'étrave, entraînant de ce fait une augmentation de la poussée d'Archimède. Le navire étant rigide, si l'avant s'enfonce, l'arrière émerge. Tout ceci se répercute sur la stabilité longitudinale du navire et tend à perpétuer ce mouvement de balancement.
De manière un peu plus précise, les charges verticales dues aux vagues créent sur la carène un moment qui varie en fonction du temps. Si les vagues ne sont pas traversières, ce moment variable comporte une composante autour d'un axe transversal passant par le centre de gravité. C'est cette dernière qui est à l'origine du tangage.

### Période propre
Comme dans tout système stable, au tangage est attachée une période propre des oscillations libres qui croît avec l'inertie et décroît avec la raideur. L'inertie est alors la somme du moment d'inertie classique I et d'une inertie ajoutée Ia correspondant à l'accélération des particules fluides (voir Masse ajoutée). La raideur en rotation est égale au produit du déplacement P par la hauteur métacentrique, distance entre le centre de gravité G et le métacentre M (voir Stabilité du navire). La période s'écrit :

### Inconvénients
Le tangage modifie la distribution optimale des volumes immergés de la carène, ce qui nuit à l'avancement.
Si l'amplitude de tangage est forte, la traînée additionnelle peut être très importante. La conception de navire du type SWATH a tenté de pallier le problème du tangage mais, de par d'autres inconvénients, il ne reste utilisé que pour les bateaux pilotes stationnaires.
Les masses liquides présentes dans les ballasts lorsque ces derniers ne sont pas complètement remplis se déplacent alternativement de l'arrière vers l'avant puis rencontrent les cloisons transversales sur lesquelles elles exercent un effort ponctuel violent (coup de ballast). En principe, cette situation doit être évitée car elle entraîne une diminution de la stabilité par le phénomène de carène liquide particulièrement dangereux pour la stabilité transversale.
Le tangage induit des accélérations propices au mal de mer.
L'amplitude de tangage peut être suffisante pour que le propulseur (l'hélice) émerge ponctuellement.

### Tableau de synthèse
| Axe de rotation ou de déplacement | Déplacement                                                    | Mouvement rotationnel | Mouvement rotationnel                                   | Angle                            | Schéma |
| --------------------------------- | -------------------------------------------------------------- | --- | ------------------------------------------------------- | -------------------------------- | ------ |
| x : Longitudinal                  | Cavalement (3) : Déplacement horizontal d'avant en arrière     | Roulis (6) : Oscillation latérale de bâbord à tribord (vagues, vent…)                                                              | Axe de rotation dans la plus grande longueur du bateau. | Gite / Angle de roulis           |        |
| y : Transversal                   | Embardée (2) : Déplacement horizontal latéral                  | Tangage (5) : Oscillation d'avant en arrière, la proue se relève et s'abaisse (vagues…)                                            | Axe de rotation dans la largeur du bateau               | Assiette (pas de sens en marine) |        |
| z : Vertical                      | Pilonnement (1) : Déplacement vertical de l'altitude du bateau | Lacet (4) : Oscillation sur le plan horizontal, modifiant le cap (mouvement de la barre, dérive liée au courant, au vent, vagues…) | Axe de rotation coaxiale au mât                         | Cap                              |        |